# アール・ジョンソン
アール・ジョンソン (Richard Earle "Earl" Johnson、1891年3月10日-1965年 )は、アメリカ合衆国の陸上競技選手。1924年パリオリンピックの銀メダリストである。

## 経歴
ジョンソンは、1924年パリオリンピックの個人クロスカントリーに出場。フィンランドのパーヴォ・ヌルミ、ビレ・リトラの強豪2人に次いで3位でゴールし、銅メダルを獲得。さらに、アーサー・ストゥデンロース、オーガスト・フェイジャーとともに出場したクロスカントリー団体でも、金メダルのフィンランドに次いで銀メダルを獲得した。